# 인디에프
인디에프(In the F)는 의류의 제조 및 판매 사업을 하는 코스피 상장 기업이다. 여성복으로는 조이너스, 꼼빠니아, 예츠, 예스비, 신사복으로는 트루젠, S+by트루젠, 캐쥬얼 브랜드인 TATE, 편집스토어 BIND 등의 자체 브랜드를 보유한다.

## 사업구조
인디에프는 원단 수입과 해외 하청을 병행하여 의류를 생산하는 기업이다. 원단은 중국 등의 해외에서 조달하며 특수소재는 일본, 유럽 등 선진국에서, 생산은 국내외 외주 하청업체와 개성공단에 하청하여 생산한다. 유사한 사업 구조를 영위하는 기업으로는 영원무역 등이 있으나, 인디에프는 주로 내수형 기업이라는 점에서 다르다.
매출구성은 조이너스 25.67%, 테이트 21.15%, 트루젠 19.32%, 꼼빠니아 18.37%, 예츠 7.89%, 예스비 6.58%, 기타 1.02% 등으로 구성된다.

## 테마주
인디에프는 소위 미국 대선의 유력한 대통령 후보인 힐러리 클린턴과의 연관성 때문에 증시에서 힐러리 테마주로 알려져 있다. 인디에프의 모회사인 세아상역의 김웅기 회장이 2010년 아이티에서 봉사활동을 갔을 때 힐러리 부부와 연을 맺은 뒤 친분 관계를 이어온 것이 부각된 때문이었다. 그로 인해 2015년 힐러리 전 장관이 대선 출마를 선언하면서 이들의 친분 관계가 재조명되면서 인디에프 주가가 크게 상승하는 일이 있었다.

### 남북경협주
과거 개성공단에 입주한 기업으로 남북경협주로 여겨진다

## 같이 보기
- 테마주
- 정치테마주
- 동전주
- 영원무역
- 한세실업

## 참고 문헌
1. ↑  인디에프 주가, 실적 악화 불구 ‘힐러리 이슈’ 로 급등…‘거품주' 논란, CEO스코어 2015.04.23
2. ↑  트럼프-김정은 다시 만날까?…'남북경협주' 인디에프·부산산업 상한가, 머니투데이, 2024.11.27